# Narodowe Centrum Kontroli Chorób i Zdrowia Publicznego (Gruzja)
Narodowe Centrum Kontroli Chorób i Zdrowia Publicznego (gruz. დაავადებათა კონტროლისა და საზოგადოებრივი ჯანმრთელობის ეროვნული ცენტრი) jest agencją państwową Gruzji, podlegającą Ministerstwu Pracy, Zdrowia i Spraw Socjalnych. Siedziba mieści się w stolicy kraju, Tbilisi. Zadaniem agencji jest ochrona zdrowia publicznego przed niebezpiecznymi epidemiami.

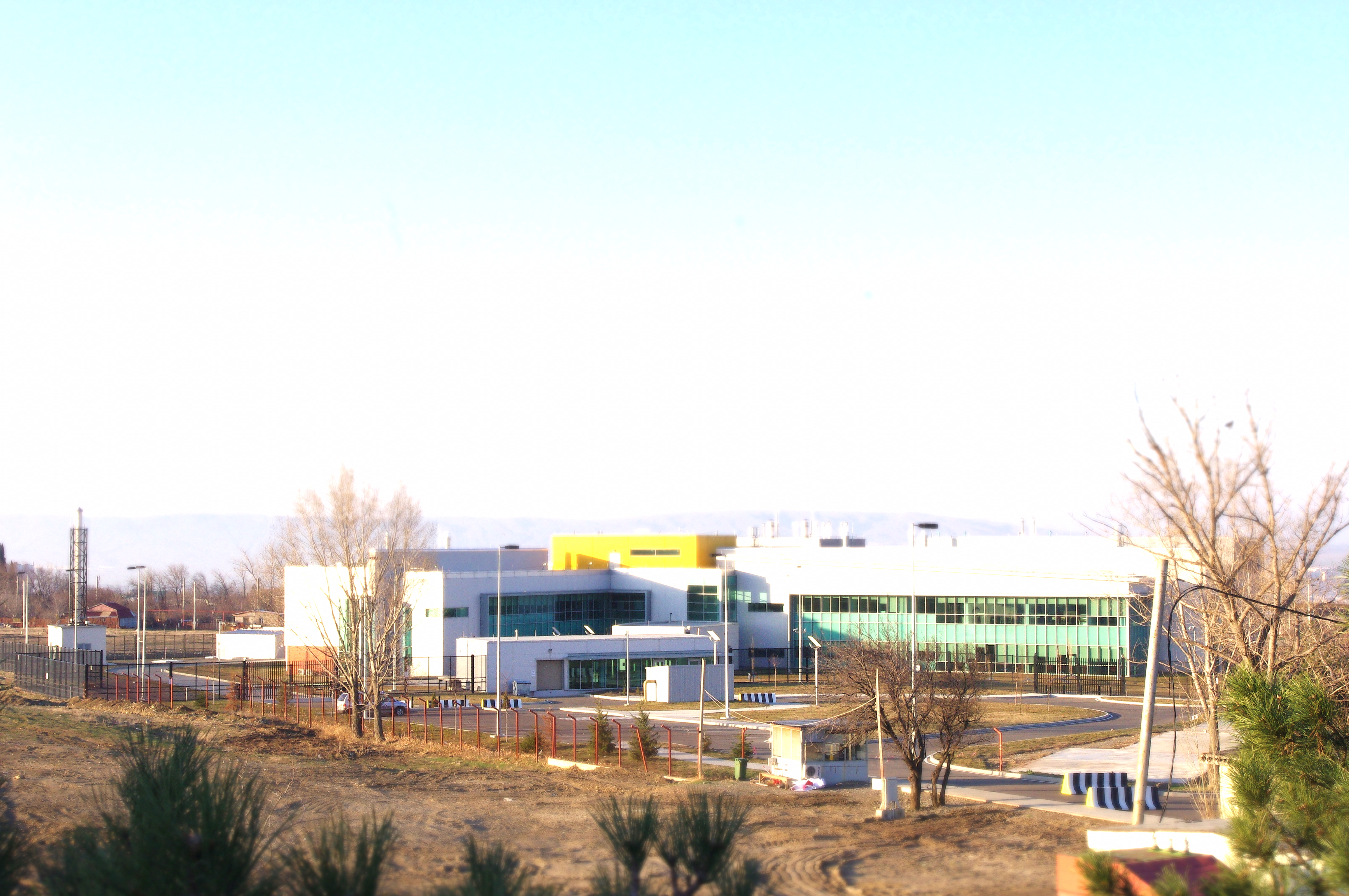
Centralne Laboratorium Referencyjne Zdrowia Publicznego

Instytucja odpowiada również za zabezpieczenie rozległego repozytorium żywych patogenów, zebranych przez ponad stulecie. To krajowe laboratorium referencyjne mieściło się kiedyś na najwyższym piętrze głównego budynku przy ul. Asatiani, ale zostało przeniesione do nowo wybudowanego obiektu w Aleksiejwce, na przedmieściach Tbilisi, kilka kilometrów od międzynarodowego lotniska w Tbilisi. Oficjalne otwarcie Centralnego Laboratorium Referencyjnego Zdrowia Publicznego nastąpiło 18 marca 2011 r.. W 2012 r. otrzymało ono nazwę Ośrodek Badawczy Zdrowia Publicznego im. Richarda Lugara.
Nowy obiekt jest wspólnym projektem Gruzji i USA. Współpraca z amerykańskimi Centers for Disease Control and Prevention datuje się od 1995 roku i jest prowadzona na wielu polach. W jej ramach dokonano odkrycia jednego z pokswirusów (Akhmetapox) i prowadzono program eradykacji wirusa wirusowego zapalenia wątroby typu C. Ośrodek dysponował laboratoriami klasy BSL-3 i BSL-2. 